# نوک‌بزرگ آبی‌سیاه
نوک‌بزرگ آبی‌سیاه (نام علمی: Cyanocompsa cyanoides) نام یک گونه از سرده نوک‌بزرگ‌های آبی است.